# Мария Египетская
Мари́я Еги́петская (в старообрядческом написании — Ма́рия Еги́птяныня, греч. Μαρία η Αιγυπτία; ум. 522 год) — христианская святая, считается покровительницей кающихся женщин. Память совершается в Православной церкви 1 апреля (14 апреля) и в пятую неделю (воскресение) Великого поста, в Католической церкви — 3 апреля. Мария Египетская почитается также Англиканской церковью.
Первое житие преподобной Марии было написано Софронием Иерусалимским, а канон — Симеоном Метафрастом. Многие из мотивов жития Марии Египетской оказались перенесены в средневековых легендах на Марию Магдалину.
Марии Египетской посвящено множество храмов, в храме Гроба Господня в Иерусалиме есть часовня в честь святой Марии Египетской, построенная на месте её обращения.

## Жизнеописание
Мария родилась в Египте в середине V века и в возрасте двенадцати лет покинула родителей, уйдя в Александрию, где стала блудницей. Более семнадцати лет предавалась она этому занятию. Однажды Мария, увидев группу паломников, направлявшихся в Иерусалим на праздник Воздвижения Креста Господня, присоединилась к ним, но не с благочестивыми помыслами, а «чтобы было больше с кем предаваться разврату». В Иерусалиме Мария попыталась войти в храм Гроба Господня, но какая-то сила удерживала её. Осознав своё падение, она начала молиться перед иконой Богородицы, находившейся в притворе храма. После этого она смогла войти в храм и поклониться Животворящему Кресту. Выйдя, Мария опять обратилась с благодарственной молитвой к Деве Марии и услышала голос, сказавший ей: «Если перейдёшь за Иордан, то обретёшь блаженный покой».

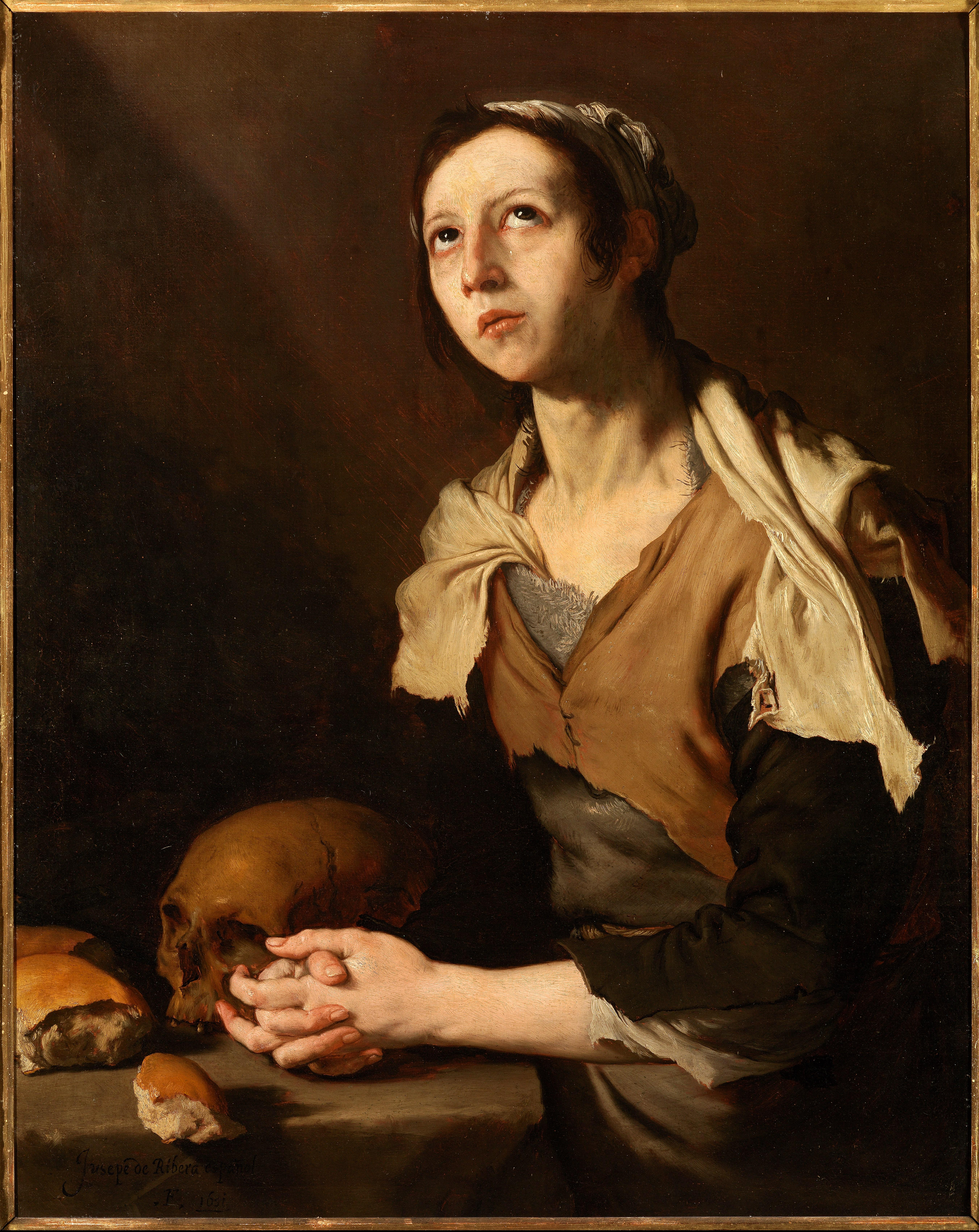
Мария Египетская
(картина Хосе Риберы)

Послушав этого повеления, Мария приняла причастие и, перейдя Иордан, поселилась в пустыне, где провела 47 лет в полном уединении, посте и покаянных молитвах. Первые 17 лет Марию преследовали блудные страсти и воспоминания о прошлой жизни:

Когда я принималась за пищу, я мечтала о мясе и вине, какие ела в Египте; мне хотелось выпить любимого мною вина. Будучи в миру, много пила я вина, а здесь не имела и воды; я изнывала от жажды и страшно мучилась. Иногда у меня являлось очень смущавшее меня желание петь блудные песни, к которым я привыкла. Тогда я проливала слёзы, била себя в грудь и вспоминала обеты, данные мною при удалении в пустыню.

После этих многолетних искушений страсти оставили её, закончилась пища, взятая из Иерусалима, а одежда истлела от ветхости, но, как повествует её житие, «с того времени… сила Божия во всём преобразила мою грешную душу и моё смиренное тело».
Встречи с Аввой Зосимой:
- Первая встреча

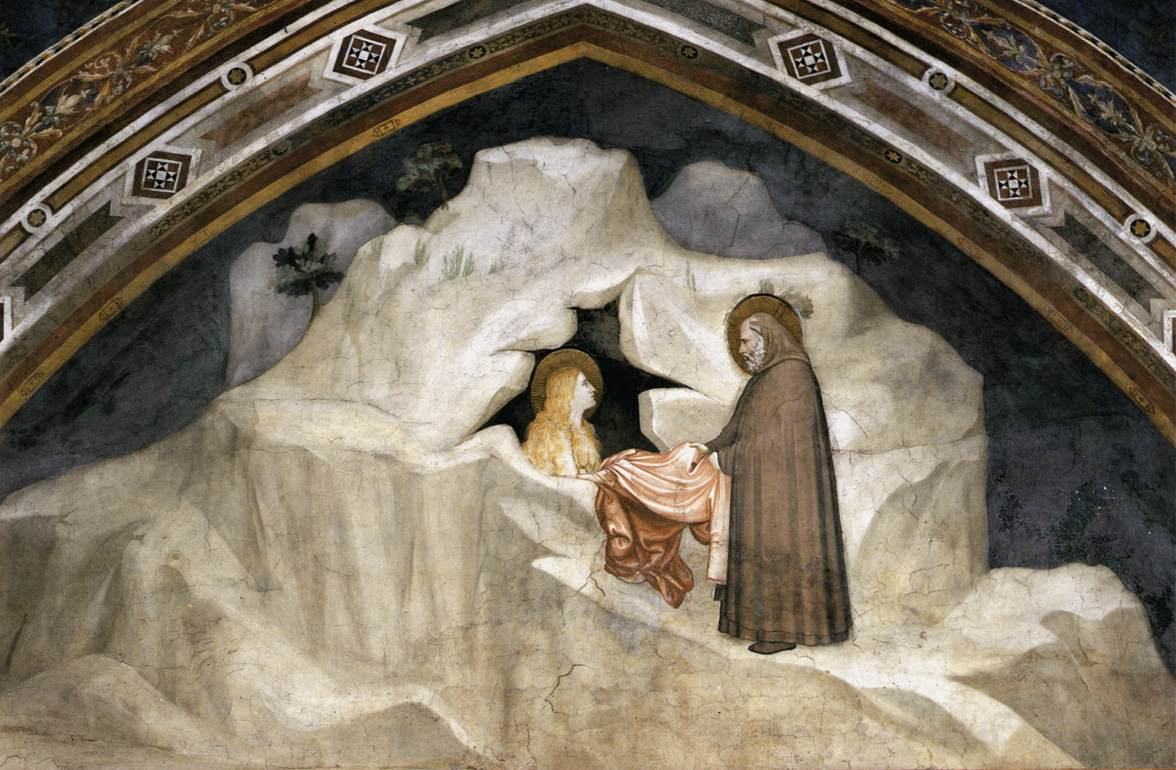
Старец Зосима даёт гиматий Марии Магдалине. Фреска Джотто в капелле Магдалины нижней базилики Сан-Франческо в Ассизи, 1320-е. Практически весь фресковый цикл этой капеллы после Воскресения Иисуса заимствует сюжеты из жизни Марии Египетской, наделяя ими житие Магдалины

Единственным человеком, который увидел Марию после её ухода в пустыню, стал иеромонах Зосима. Он, следуя уставу Иорданского монастыря, удалился на время Великого поста в пустыню для поста и молитвы. Там он и встретил Марию, которой отдал половину своего гиматия, чтобы она прикрыла свою наготу. Он увидел, как во время молитвы она поднялась на локоть от земли и цитировала чудесным образом узнанные ею тексты Писания. Исполненный благоговения Зосима попросил Марию рассказать ему о своей жизни. Рассказав ему всё, Мария попросила Зосиму через год вернуться и причастить её, однако сказала не переходить Иордан, а ждать её на другом берегу.
- Вторая встреча

Через год, как и сказала Мария, Зосима из-за болезни не смог, следуя монастырскому уставу, покинуть монастырь и только в Великий четверг, взяв Святые Дары, пошёл на берег Иордана. Там он увидел идущую по другому берегу Марию и думал, как она сможет перейти реку, не имея лодки, но Мария пошла по воде, как по суше, и подошла к изумлённому Зосиме, который причастил её. Мария попросила Зосиму через год прийти на первое место их встречи, а потом опять перешла по воде через Иордан и удалилась в пустыню.

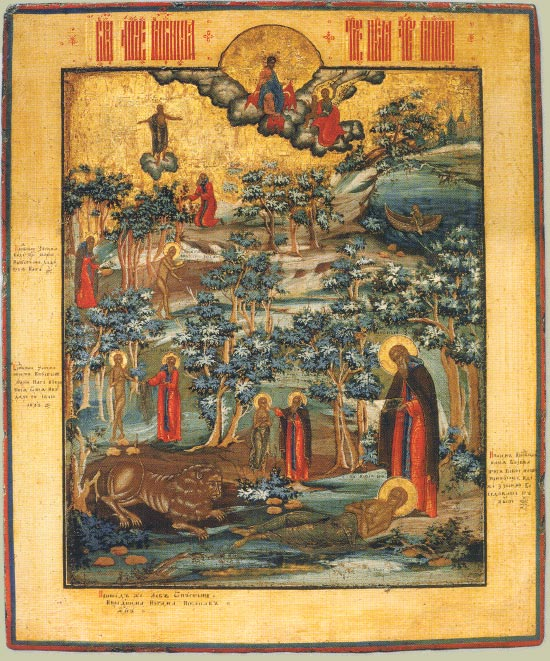
«Святая Мария Египетская с житием». Икона. (в центре погребение святой аввой Зосимой)

- Третья встреча — погребение преподобной Марии

По просьбе Марии Зосима возвратился ровно через год на место их первой встречи и увидел тело святой, лежавшее на песке, а рядом надпись: «Погреби, авва Зосима, на этом месте тело смиренной Марии, отдай прах праху. Моли Бога за меня, скончавшуюся в месяце, по-египетски Фармуфий, по-римски апреле, в первый день, в ночь спасительных Страстей Христовых, по причащении Божественных Тайн». Зосима понял, что после того как год назад он причастил преподобную, она чудом перенеслась в это место, куда он шёл 20 дней, и умерла. Не зная, как вырыть могилу, он увидел рядом льва, которому сказал: «Великая подвижница повелела мне погрести её тело, но я стар и не могу выкопать могилы; нет у меня и орудия для копания, а обитель далеко, не могу скоро принести его оттуда. Выкопай же ты когтями своими могилу, и я погребу тело преподобной». Лев исполнил повеление Зосимы, и тело преподобной Марии Египетской было погребено в песках.
Вернувшись в монастырь, Зосима рассказал другим монахам о подвижнице, многие годы жившей в пустыне. Это предание передавалось в устной форме до тех пор, пока не было записано в VII веке Софронием Иерусалимским.
Христианское вероучение рассматривает пример Марии Египетской как образец совершенного покаяния. Считается, что по молитвам к преподобной Марии верующие могут избавляться от блудной страсти.

## Богослужебное почитание Марии Египетской

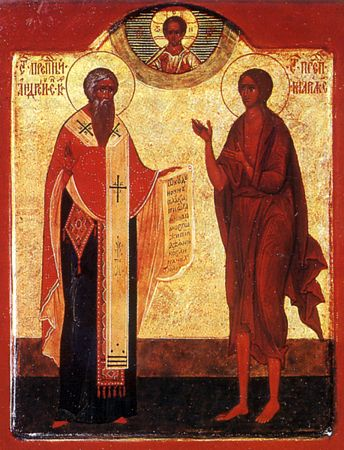
«Святые Андрей Критский и Мария Египетская». Икона

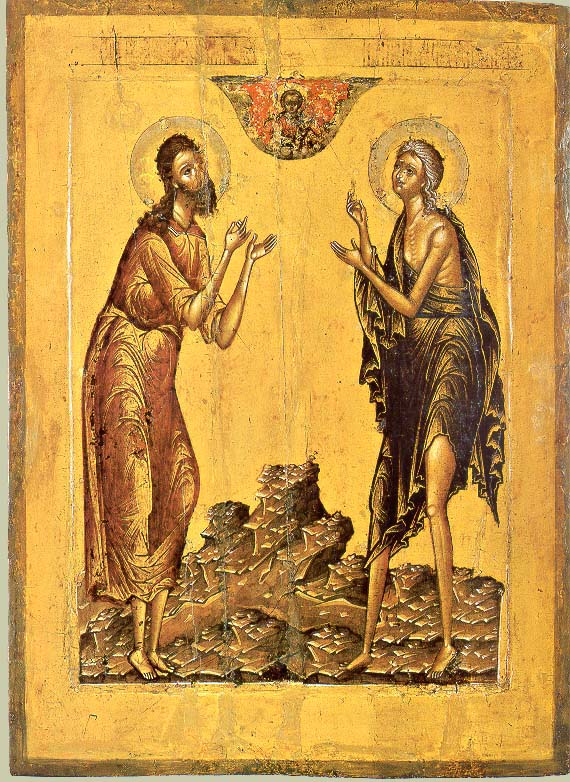
«Святые Мария Египетская и Алексий, человек Божий»
(икона работы царских изографов, XVII век)

### «Мариино стояние»
Православное богослужение утрени четверга пятой седмицы Великого поста получило в народе название «Мари́ино, или Ма́рьино стояние» (в некоторых областях Украины носит название «Андреево стояние») — за этой службой читают житие преподобной Марии, которое разделяется пением Великого канона Андрея Критского, к концу каждой песни которого добавляются тропари соответствующей песни канона преподобной Марии Египетской. Тропари канона преподобной добавляются также к Покаянному канону Андрея Критского в среду и четверг первой седмицы Великого поста. Согласно Уставу, на каждый тропарь канона положено совершать по три «метания» (крестные знамения с небольшим поклонением). Из-за этого в прежние времена можно было услышать: «Идём на поклоны». Так как канон Андрея Критского чрезвычайно важен именно в качестве Покаянного, то его сочетание с чтением жития преподобной Марии, почитаемой церковью как образец истинного покаяния, является для верующих одним из этапов подготовки к Страстной неделе.
Служба очень продолжительна и особенно величественно проходит у старообрядцев, которые во время семичасового непрерывного богослужения совершают около тысячи земных поклонов, поскольку старообрядцами на практике выполняются уставные указания о земных поклонах (старообрядцы понимают «метания» как земные поклоны) во время богослужения.

### Православные молитвы
Тропарь (восьмой глас):
В тебе, мати, известно спасеся еже по образу: приимши бо крест, последовала еси Христу, и деющи учила еси презирати убо плоть, преходит бо, прилежати же о души, вещи безсмертней. Тем же и со ангелы срадуется, преподобная Марие, дух твой.
Кондак (третий глас): Блудами первее преисполнена всяческими, Христова невеста днесь покаянием явися, Ангельское жительство подражающи, демоны Креста оружием погубляет. Сего ради Царствия невеста явилася еси, Марие преславная.
Кондак (четвёртый глас): Греха мглы избежавши, покаяния светом озаривши твое сердце, славная, пришла еси ко Христу, Сего всенепорочную и святую Матерь, молитвенницу милостивную принесла еси. Отонудуже и прегрешений обрела еси оставление, и со ангелы присно срадуешися.
Молитва: О великая Христова угодница, преподобная мати Марие! Услыши недостойную молитву нас, грешных (имена), избави нас, преподобная мати, от страстей, воюющих на души наша, от всякия печали и находящия напасти, от внезапныя смерти и от всякого зла, в час же разлучения души и тела отжени, святая угодница, всякую лукавую мысль и лукавые бесы, яко да приимет души наша с миром в место светло Христос, Господь Бог наш, яко от Него очищение грехов, и Той есть спасение душ наших, Ему же подобает всякая слава, честь и поклонение со Отцем и Святым Духом во веки веков. Аминь.

## В искусстве
В западноевропейском искусстве изображений Марии Египетской практически нет, так как большинство художников направляло свою энергию на изображение Марии Магдалины по тем же сюжетам. Обратная ситуация в иконописи — в то время, как тип икон Магдалины практически не разработан, Марию Египетскую (как отшельницу, в рубище) изображали охотно, как одну, с житием, так и вместе с другими святыми.
В русской иконописи середины — второй половины XVII века получили распространение патрональные иконы с изображением святых Марии Египетской и Алексия, человека Божия — небесных покровителей царя Алексея Михайловича и его первой супруги Марии Милославской. Милославская считала её своей небесной покровительницей, и культ Марии стал более важным в период её жизни. Единственным храмом преподобной Марии в Москве в XVII веке была церковь на Сретенке. «С 1648 года празднование 1 апреля в честь святой Марии в Сретенском монастыре приобретает характер государственного праздника, на который съезжаются бояре, митрополиты, приходит торжественным выходом из Кремля патриарх. В 1668 году патриарх Иоасаф II поздравлял царицу в Сретенской обители: „Марта 31-го, святейший патриарх ходил в Стретенский монастырь, что на Устретенке, к вечерне и к молебну для празднества преподобной Марии Египецкия и для имянин государыни царицы и великой княгини Марьи Ильиничны, и на монастыре и идучи дорогою роздано нищим и бедным милостины 3 руб(ля)“. В 1651—1652 годах Алексей Михайлович и Мария Ильинична вложили в Сретенскую обитель икону „Святые Алексий, человек Божий, и Мария Египетская“ для местного ряда иконостаса собора. С царицей Марией Ильиничной связан также так называемый Мариинский колокол, изготовленный для церкви преподобной Марии Египетской в 1668 году. Торжественное почитание святой Марии Египетской в Сретенском монастыре как покровительницы царского рода Романовых-Милославских продолжалось и после смерти Марии Ильиничны (в 1669 году) вплоть до кончины царя Иоанна Алексеевича 29 января 1696 года».